# Rörmyrtjärnen (Överluleå socken, Norrbotten)
Rörmyrtjärnen är en sjö i Bodens kommun i Norrbotten och ingår i Alåns huvudavrinningsområde.